# Championnats du monde de duathlon 1995
Navigation
Édition précédente Édition suivante
Les Championnats du monde de duathlon 1995 présentent les résultats des championnats mondiaux de duathlon en 1995 organisés par la fédération internationale de triathlon.
Ces 6e championnats se sont déroulés à Cancún au Mexique le 3 novembre 1995.

## Résultats

### Élite
Distances parcourues
| Distances course (kilomètres) | Distances course (kilomètres) | Distances course (kilomètres) |
| Course à pied                 | Cyclisme                      | Course à pied                 |
| ----------------------------- | ----------------------------- | ----------------------------- |
| 10                            | 40                            | 5                             |

| Rang               | Athlète         | Pays      | Temps           |
| ------------------ | --------------- | --------- | --------------- |
| Médaille d'or      | Oscar Galíndez  | Argentine | 1 h 43 min 19 s |
| Médaille d'argent  | Urs Dellsperger | Suisse    | 1 h 43 min 38 s |
| Médaille de bronze | Norman Stadler  | Allemagne | 1 h 44 min 24 s |

| Rang               | Athlète          | Pays     | Temps           |
| ------------------ | ---------------- | -------- | --------------- |
| Médaille d'or      | Natascha Badmann | Suisse   | 1 h 56 min 30 s |
| Médaille d'argent  | Sybille Blersch  | Suisse   | 1 h 57 min 57 s |
| Médaille de bronze | Irma Heeren      | Pays-Bas | 1 h 58 min 16 s |

### Junior
Distances parcourues
| Distances course (kilomètres) | Distances course (kilomètres) | Distances course (kilomètres) |
| Course à pied                 | Cyclisme                      | Course à pied                 |
| ----------------------------- | ----------------------------- | ----------------------------- |
| 10                            | 40                            | 5                             |

| Rang               | Athlète        | Pays     | Temps |
| ------------------ | -------------- | -------- | ----- |
| Médaille d'or      | Ricardo Costa  | Portugal |       |
| Médaille d'argent  | David Castro   | Espagne  |       |
| Médaille de bronze | Fernando Gomez | Espagne  |       |

| Rang               | Athlète       | Pays           | Temps |
| ------------------ | ------------- | -------------- | ----- |
| Médaille d'or      | Marie Overbye | Danemark       |       |
| Médaille d'argent  | Erika Molnár  | Hongrie        |       |
| Médaille de bronze | Anke Erlank   | Afrique du Sud |       |

## Tableau des médailles
| Rang  | Nation         | Or | Argent | Bronze | Total |
| ----- | -------------- | -- | ------ | ------ | ----- |
| 1     | Suisse         | 1  | 2      | 0      | 3     |
| 2     | Argentine      | 1  | 0      | 0      | 1     |
| -     | Danemark       | 1  | 0      | 0      | 1     |
| -     | Portugal       | 1  | 0      | 0      | 1     |
| 5     | Espagne        | 0  | 1      | 1      | 2     |
| 6     | Hongrie        | 0  | 1      | 0      | 1     |
| 7     | Afrique du Sud | 0  | 0      | 1      | 1     |
| -     | Allemagne      | 0  | 0      | 1      | 1     |
| -     | Afrique du Sud | 0  | 0      | 1      | 1     |
| Total | Total          | 4  | 4      | 4      | 12    |